# Верхний Таканыш
 Верхний Таканыш — деревня в Мамадышском районе Татарстана. Входит в состав Нижнетаканышского сельского поселения.

## География
Находится на реке Уча, в 47 км к северо-западу от города Мамадыша.

## История
Известна с XVIII века. В исторических документах упоминается под названием Верхний Ошлан.
До 1860-х годов жители относились к сословию государственных крестьян. Их основные занятия в этот период — земледелие и скотоводство, было распространено изготовление саней.
В «Списке населенных мест по сведениям 1859 года», изданном в 1866 году, населённый пункт упомянут как казённая деревня Верхний Ошлан (Таканыш) 2-го стана Мамадышского уезда Казанской губернии. Располагалась при речке Шие, по правую сторону Кукморского торгового тракта, в 40 верстах от уездного города Мамадыша и в 14 верстах от становой квартиры в казённой деревне Ахманова (Ишкеево). В деревне, в 53 дворах жили 376 человек (186 мужчин и 190 женщин), была мечеть.
В начале XX века в деревне действовали мечеть, мектеб, водяная мельница, красильное заведение, 3 мелочные лавки. В этот период земельный надел сельской общины составлял 835,2 десятин.
До 1920 года деревня входила в Петропавловскую волость Мамадышского уезда Казанской губернии. С 1920 года в составе Мамадышского кантона ТАССР. С 10 августа 1930 года в Таканышском, с 1 января 1932 года в Кукморском, с 10 февраля 1935 года в Таканышском, с 1 февраля 1963 года в Мамадышском районах.
В 1930 году в деревне был образован первый колхоз, в 1992 году был реорганизован в Ассоциацию сельскохозяйственных кооперативов «Родина» (до 2006 г.).
В 1930 году в деревне была открыта начальная школа, в 1961 году была переведена в новое здание (закрыта в 2014–2015 гг.).

## Население
| 1859 | 1897 | 1908 | 1920 | 1926 | 1949 | 1958 | 1970 | 1979 | 1989 | 2002 | 2010 | 2017 |
| ---- | ---- | ---- | ---- | ---- | ---- | ---- | ---- | ---- | ---- | ---- | ---- | ---- |
| 376  | 717  | 785  | 550  | 599  | 392  | 327  | 376  | 353  | 260  | 282  | 284  | 267  |

Национальный состав села — татары.

## Экономика
Действуют предприятия общества с ограниченной ответственностью АПК «Таканыш», крестьянское (фермерское) хозяйство (производство зернобобовых и травяных культур), крестьянское (фермерское) хозяйство (выращивание столовых корнеплодных и клубнеплодных культур).
Жители занимаются полеводством, молочным скотоводством, овцеводством.

## Инфраструктура
Действуют врачебная амбулатория, клуб.

## Религия
Мечеть «Ислам нуры» (с 1995 г.).